# Linowo (województwo kujawsko-pomorskie)
Linowo (niem. Kgl. Lindenau) – wieś w Polsce położona w województwie kujawsko-pomorskim, w powiecie grudziądzkim, w gminie Świecie nad Osą, na Pojezierzu Chełmińskim.

## Podział administracyjny
W latach 1975–1998 miejscowość administracyjnie należała do województwa toruńskiego.

## Demografia
Według Narodowego Spisu Powszechnego (2011) wieś liczyła 849 mieszkańców. Jest drugą co do wielkości miejscowością gminy Świecie nad Osą.

## Zabytki

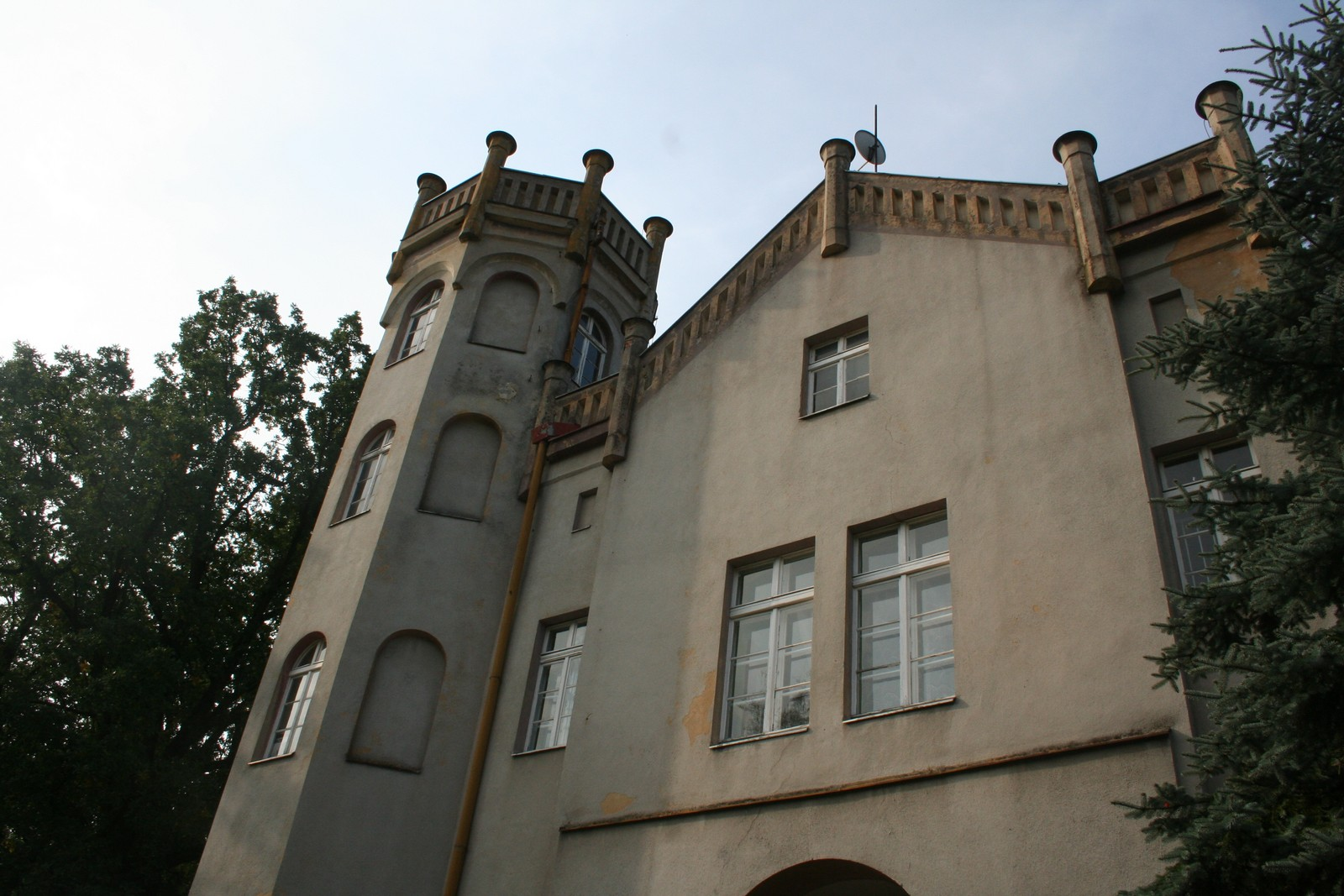
Pałac

Według rejestru zabytków NID na listę zabytków wpisane są:
- kościół parafialny pw. św. Michała Archanioła z XVI w., nr rej.: A/320 z 13.07.1936
- zespół pałacowy z 2 poł. XIX w., nr rej.: A/696/1-3 z 22.10.1997:
  - pałac, 3 ćw. XIX w.
  - budynek inwentarski ze spichrzem, 1872
  - park, XIX w.

## Farmy wiatrowe
W roku 2012 w Linowie rozpoczął się końcowy montaż Farmy Wiatrowej Linowo, w skład której wchodzą 24 turbiny firmy Vestas o łącznej mocy 48 MW. W styczniu 2013 rozpoczęto produkcję energii elektrycznej.

## Znane osoby
Z Linowa pochodzi poseł na sejm IV kadencji Leszek Kazimierz Sułek (ur. 1947). W latach 1977–2001 pełnił funkcję prezesa zarządu tutejszej Rolniczej Spółdzielni Produkcyjnej Przełom, zaś w roku 2008 stanął na czele Międzywojewódzkiej Spółdzielni Producentów Trzody Chlewnej w Linowie.